# Liste der Staatsoberhäupter 99
Übersicht
◄◄ | ◄ | 95 | 96 | 97 | 98 | Liste der Staatsoberhäupter 99 | 100 | 101 | 102 | 103 | ► | ►►

Weitere Ereignisse

## Afrika
- Aksumitisches Reich
  - König: s. Aksumitisches Reich

- Reich von Kusch
  - König: Teqerideamani I. (90–114)

- Römisches Reich
  - Provincia Romana Aegyptus
    - Präfekt: Gaius Pompeius Planta (98–100)

## Asien
- Armenien
  - König: Sanatrukes (75–110)

- China
  - Kaiser: Han Hedi (88–106)

- Iberien (Kartlien)
  - König: Mirdat I. (58–106)

- Indien
  - Indo-Parthisches Königreich
    - König: Pacores (um 100)

  - Shatavahana
    - König: vgl. Liste der Herrscher von Shatavahana

- Japan (Legendäre Kaiser)
  - Kaiser: Keikō (71–130)

- Korea
  - Baekje
    - König: Giru (77–128)

  - Gaya
    - König: Suro (42–199?)

  - Silla
    - König: Pasa von Silla (80–112)

- Kuschana
  - König: Vima Kadphises (90–100)

- Nabataea
  - König: Rabbel II. (70–106)

- Osrhoene
  - König: Sanatruk (91–109)

- Partherreich
  - Schah (Großkönig): Pakoros II. (78–115)

- Römisches Reich
  - Provincia Romana Judäa
    - Legatus: Tiberius Claudius Atticus Herodes (99–103)

## Europa
- Bosporanisches Reich
  - König: Sauromates I. (93/94–123/124)

- Dakien
  - König: Decebalus (85–106)

- Iberien
  - König: Azork  (87–106)

- Römisches Reich
  - Kaiser: Trajan (98–117)
    - Konsul: Aulus Cornelius Palma Frontonianus (99)
    - Konsul: Quintus Sosius Senecio (99)
    - Suffektkonsul: Publius Sulpicius Lucretius Barba (99)
    - Suffektkonsul: Senecio Memmius Afer (99)
    - Suffektkonsul: Quintus Fabius Barbarus Valerius Magnus Iulianus (99)
    - Suffektkonsul: Aulus Caecilius Faustinus (99)
    - Suffektkonsul: Quintus Fulvius Gillo Bittius Proculus (99)
    - Suffektkonsul: Marcus Ostorius Scapula (99)
    - Suffektkonsul: Tiberius Iulius Ferox (99)

  - Provincia Romana Britannia
    - Legat: Titus Avidius Quietus (97–101)

  - Provincia Romana Hispania Citerior
    - Legat: Aulus Cornelius Palma Frontonianus (99–102)